# Isidore Isou
Isidore Isou (Botosani, Romênia, 31 de janeiro de 1925 - Paris, 28 de julho de 2007), nome de Ioan-Isidor Goldstein era um poeta romeno, crítico de cinema e artista visual, fundador do Letrismo, um movimento literário e artístico com inspiração no legado revolucionário de esquerda do dadaísmo e do surrealismo, porém se opondo ao controle ideológico de André Breton. Cria o movimento em 1942, quando tinha apenas dezesseis anos. 
O estilo tornou-se moda e espalhou-se pela Europa. Tende ao Dadaísmo, se opondo à palavra e à significação, buscando o onomatopaico e o fonético, como os futuristas costumavam fazer. O movimento ganhou força e acabou migrando também para as artes visuais, onde obras experimentais com letras e pinturas se fundiram.
Os letristas acabaram por formar a base de movimentos de esquerda não stalinistas, como a Internacional Situacionista.